# Rolf de Maré
Rolf de Maré, a volte chiamato anche Rolf de Mare, (Stoccolma, 9 maggio 1888 – Barcellona, 28 aprile 1964), è stato un imprenditore e collezionista d'arte svedese, fondatore dei Ballets suédois a Parigi nel periodo 1920–1925. Nel 1933 aprì a Parigi il primo museo dedicato alla danza.

## Biografia
Trasferitosi a Parigi nel 1913 divenne amico del pittore post-impressionista Nils von Dardel non particolarmente famoso, ma pieno di idee e talentuoso, mentre de Maré era entusiasta e pieno di denaro. Assieme si rivelarono un duo ben assortito e nel 1920 diedero vita ai Ballets suédois al Théâtre des Champs-Élysées di Parigi. Per questa compagnia, nell'autunno del 1924 Giorgio de Chirico curò la scenografia e i costumi per un balletto tratto da La giara di Pirandello, con la coreografia del danzatore svedese Jean Börlin.
Sciolta la compagnia il 17 marzo 1925, de Maré ha preso la direzione del Théâtre des Champs-Elysées trasformandone la grande sala in Opéra-music-hall, dove si sono esibite, tra gli altri, Loie Fuller e Joséphine Baker. 
Nel 1931 Rolf de Maré fondò l'associazione Les Archives internationales de la Danse (AID), la cui sede comprendeva un museo, una biblioteca e una sala per conferenze. Il museo fu il primo al mondo a occuparsi della storia della danza e l'associazione divenne un celebre centro di studi sulla danza che attirò visitatori da ogni parte del mondo per ammirare il museo e studiare i volumi presenti nella biblioteca. Vennero anche pubblicati una rivista periodica e diversi libri sull'argomento e organizzate letture e conferenze, nell'edificio che de Maré aveva fatto costruire per ospitare il museo.
Dopo la fine della seconda guerra mondiale gli Archives divennero troppo impegnativi per essere gestiti da un privato e pertanto de Maré decise di chiudere il museo donando parte della collezione, composta da circa 6.000 libri, incisioni ed altre menorie, tutte riguardanti il mondo della danza occidentale. Il Governo francese, che aveva ricevuto la donazione, decise di destinare il materiale al museo ed alla biblioteca dell'Opéra Garnier. Ma il museo decise di non accettare due elementi della collezione donata dal de Maré: prima di tutto il materiale riguardante i Ballets suédois e in secondo luogo quello riguardante le spedizioni e le esplorazioni dell'Indonesia fatte dal de Maré nel 1936.
Pertanto, la collezione dei Ballets suédois di Parigi e quella relativa alle danze non europee, vennero trasferite dal de Maré al Museo della danza di Stoccolma, che egli stesso aprì nel 1953 al piano terra dell'Opera reale svedese. Alla sua morte lasciò ogni suo bene al Museo della danza e questo consentì allo stesso di ampliare le sue collezioni.
Dopo avere sciolto i Ballets suédois nel 1925, de Maré non fece alcun tentativo di riavviare l'iniziativa. Il materiale che egli riuscì a raccogliere, ovvero quello oggi esistente al Museo della danza di Stoccolma, ci consente di tracciare un suo ritratto come collezionista d'arte, anche se viene messo in dubbio il fatto che egli fosse un effettivo conoscitore di teatro e di danza. In tutta la sua vita, Rolf de Maré fu un fine collezionista d'arte e nei primi anni sessanta fece un'importante donazione di opere d'arte moderna al Moderna Museet.